# Centauro LX

El Venirauto Centauro LX es un vehículo destinado principalmente para la clase media del entorno gubernamental, fabricado localmente en Venezuela con asesoría iraní, basado en los componentes motores, diseño de carrocería, y sus acabados del coche IKCO Samand, originalmente producido por la firma iraní Iran Khodro, pero adaptado para las condiciones del mercado venezolano.
El proyecto inicial contemplaba la distribución de este vehículo, así como del modelo Turpial, un poco más económico, a través de la red de concesionarios Peugeot existente en Venezuela, pero los poderosos intereses dominantes dentro de la estructura gubernamental impidieron la aplicación de dicha estrategia de comercialización, canalizando la misma, de manera exclusiva, a través del Instituto de Previsión Social de las Fuerzas Armadas Venezolanas (IPSFA), en virtud de lo cual esta marca de vehículos de bajo costo, subsidiada directamente por el Estado venezolano, nunca pudo ser adquirida por la sociedad civil venezolana, sino únicamente por los integrantes de la institución castrense, (según), así como por funcionarios de diversas entidades gubernamentales  de gobierno vigente. Este sistema de comercialización se mantuvo intacto hasta el año 2012 en que el gobierno iraní suspendió la línea de crédito al gobierno venezolano por presentar fuertes retrasos en sus pagos a los convenios binacionales, (según), dejando de suministrar material CKD a Venirauto, empresa que siguió operando durante 2 años, importando de Irán un promedio de 700 vehículos pre-ensamblados por año, hasta que finalmente en el año 2014 paralizó definitivamente su producción y comercialización dentro del país suramericano. 

## Historia
Bajo los acuerdos de colaboración mutua firmados entre los gobiernos de Irán y Venezuela, se retomó la planta de ensamblaje abandonada por la Hyundai, y se procedió a dotarla con la maquinaria de producción, como máquinas de estampado de lámina, de elementos de producción de transmisión y dirección, para así iniciar la producción de un coche venezolano, todo ello con la notable asistencia de la firma iraní IKCO; quien se dedicó por un año a asesorar la readaptación de dicha factoría y pasarla del mero proceso de ensamblaje al de fabricación.
Durante el año 2009, la alcaldía del municipio Simón Bolívar del estado Miranda adquirió un parque industrial en la población de San Francisco de Yare, el cual transfirió en comodato a la empresa Venirauto, para la construcción en el sitio de una enorme planta destinada a la fabricación de auto-partes para esta marca de vehículos. Tras más de 3 años de lenta y sobrevaluada construcción de dicha infraestructura industrial, con recursos de la citada alcaldía, así como propios de la empresa Venirauto (procedentes del convenio Irán-Venezuela), en el año 2012 fueron finalmente terminadas de construir dichas instalaciones; pero al suspenderse de manera indefinida la producción en la ensambladora principal, ubicada en la ciudad de Maracay (en el estado Aragua), no teniendo ningún sentido ni viabilidad económica la fabricación de auto-partes destinadas a una marca que ya no tenía presencia en Venezuela, ésta instalación industrial fue cedida a la empresa estatal Complejo Industrial del Plástico, fundada en el año 2003 por el entonces Presidente de la República Hugo Chávez Frías, pero sin actividad industrial alguna hasta ese momento, quedando también inoperativa (y luciendo abandonada) al menos hasta el año 2016.

## Descripción
Su origen es iraní, siendo producido originalmente como el modelo Samand por la fábrica iraní IKCO, y cuyo verdadero origen es el conocido modelo de la francesa Peugeot, el 405. Es un modelo de dicha procedencia que usa una práctica común hoy día en la industria del automóvil: el remarcado.

## Especificaciones

### Tracción y ejes
Suspensión
- Delantera: amortiguador MacPherson a gas.
- Trasera: eje con barra de torsión.

Sistema de dirección
- Dirección: hidráulica, barra y piñón reforzado.
- Transmisión: manual de 5 velocidades más reversa.

Sistema de frenos
- Delanteros: disco
- Traseros: tambores, Circuito dual asistido

Llantas y rines
- Llantas: 185/65 R15.
- Rin: 6.5 x 15" de aluminio.

Embrague y transmisión
- Tracción: Delantera, mecánica.
- Embrague: Mecánico, de disco simple.

### Motorización
(Modelo Centauro LX)
- Modelo del motor: TU5JP4 (modelo iraní derivado del francés XU7TP4)
- Tipo: SOHC
- Sistema de inyección: multipunto
- Desplazamiento: 1.761 cc. (1.7 L)
- Potencia máxima: 97HP @ 6000 RPM
- Torque máximo: 142NM. @ 400 RPM
- Relación de compresión: 9,3:1
- N° de válvulas: 8

### Sistema eléctrico
- Batería: 12 V 70 A
- Tipo de batería: plomo y ácido
- Alternador: 80 A
- Cierre centralizado
- Llave con control remoto RF
- Interruptor en el pedal para luz de frenos
- Interruptor eléctrico para maletera
- Luces de emergencia laterales
- Luz del maletero
- Luces antiniebla delanteras y traseras
- Lámpara para lectura de mapas.
- Tercer stop.

### Otras especificaciones
- Velocidad máxima: 178 km/h
- Número de cilindros: 4 en línea
- Sistema de alimentación de combustible: inyección
- Tipo de combustible: 95 octanos
- Nivel de contaminación: VII
- Liga de frenos: AES-DOT 4
- Capacidad tanque de gasolina: 70 L
- Gasto combustible (transmisión manual): 6.6/100 (L/km)